# لسعه
لسعه (نیش) یا اوپسیلون کژدم یک ستاره است که در صورت فلکی کژدم قرار دارد.